# 小橋もと子
小橋 もと子（こはし もとこ、2月16日 - ）は日本の漫画家。

## 略歴
1974年（昭和49年）デビュー。1980年代にかけてりぼん、月刊キャロルなどの少女漫画雑誌のほか、リリカ、週刊セブンティーン、週刊平凡などで執筆。その後BE・LOVEやCuteなど女性向け漫画雑誌に活動の場を移した。

## 主な作品
- あらあら・アララ姫（1978年、小学館 小学二年生3月号ふろく）
- けっこん狂騒曲（1979年、セブンティーン・コミックス）[1]
- バレンタイン・デー（1980年、セブンティーン・コミックス）[2]
- こねこの1❤2❤3（1980年、集英社漫画文庫）[3]
- たとえばメルヘン(1981年、GLコミックス)[4]
- 春への扉をぶっこわせ（1982年、GLコミックス）
- なついちご物語（1983年、セブンティーン・コミックス）[5]
- チークレット・らぶ（1983年、BE・LOVE KC）
- ラブズパッチワーク（1983年、サンコミックス・ストロベリーシリーズ）[6]
- うさぎの小麦ちゃん（1984年、BE・LOVE KC）
- 森と林のおはなし（1984年、BE・LOVE KC）
- かいじゅうが翔んだ日（1985年、サンコミックス・ストロベリーシリーズ）[7]
- やさしい国のアリス（1985年、マンサンコミックス ラブリーシリーズ）[8]
- 二人でつんつくつん（1986年、Meコミックス）[9]
- トリルで奏でる不調和音（1986年、KCmimi)）[10]
- アンパンの。（1986年 - 1990年、BE・LOVE KC）
- ラッパッパマーチ（1987年、BE・LOVE KC）
- サクラさんのエプロン - ザ・新妻料理120種!!（1987年、宙出版）
- ベーグルパンをほおばって（1989年、エメラルドコミックス）
- 元気印☆甘い生活（1989年、BE・LOVE KC）[11]
- わたしまけましたわ（1990年、エメラルドコミックス）[12]
- チャーちゃま物語（1991年、エメラルドコミックス）
- 億のキス千の夜（1991年、Cuteコミックス）
- シアワセ色のオーガンジー（1991年、光文社コミックス）
- ナースSenka（1993年、YOUコミックスデラックス）[13]
- ジョアンのママおたすけクッキング（1996年、ぶんか社コミックス）
- 東京パチンコ娘（1997年、スコラレディースコミックス）
- キレイの法則（1999年 - 2001年）
- ロマンスの薬（2000年、エメラルドコミックス ハーレクインシリーズ、原作:デビー・マッコーマー（英語版））[14]
- 寝たきり天使～ふたごっ子 真帆と真海～（2005年、BE LOVE KC）